# Illyricum Sacrum
Illyricum Sacrum är ett encyklopediskt verk, som mellan 1751 och 1819 utkom i åtta band, under redaktörskap av Daniela Farlati och Jakob Coleti. I verket utgår man från tesen om albanerna som avkomlingar till illyrierna. Enligt Alexander Stipćević utgör Illyricum Sacrum ett av de viktigaste bidragen till den europeiska kulturhistorien.